# 施泰因貝克河
51°46′23.33″N 8°48′39.39″E / 51.7731472°N 8.8109417°E

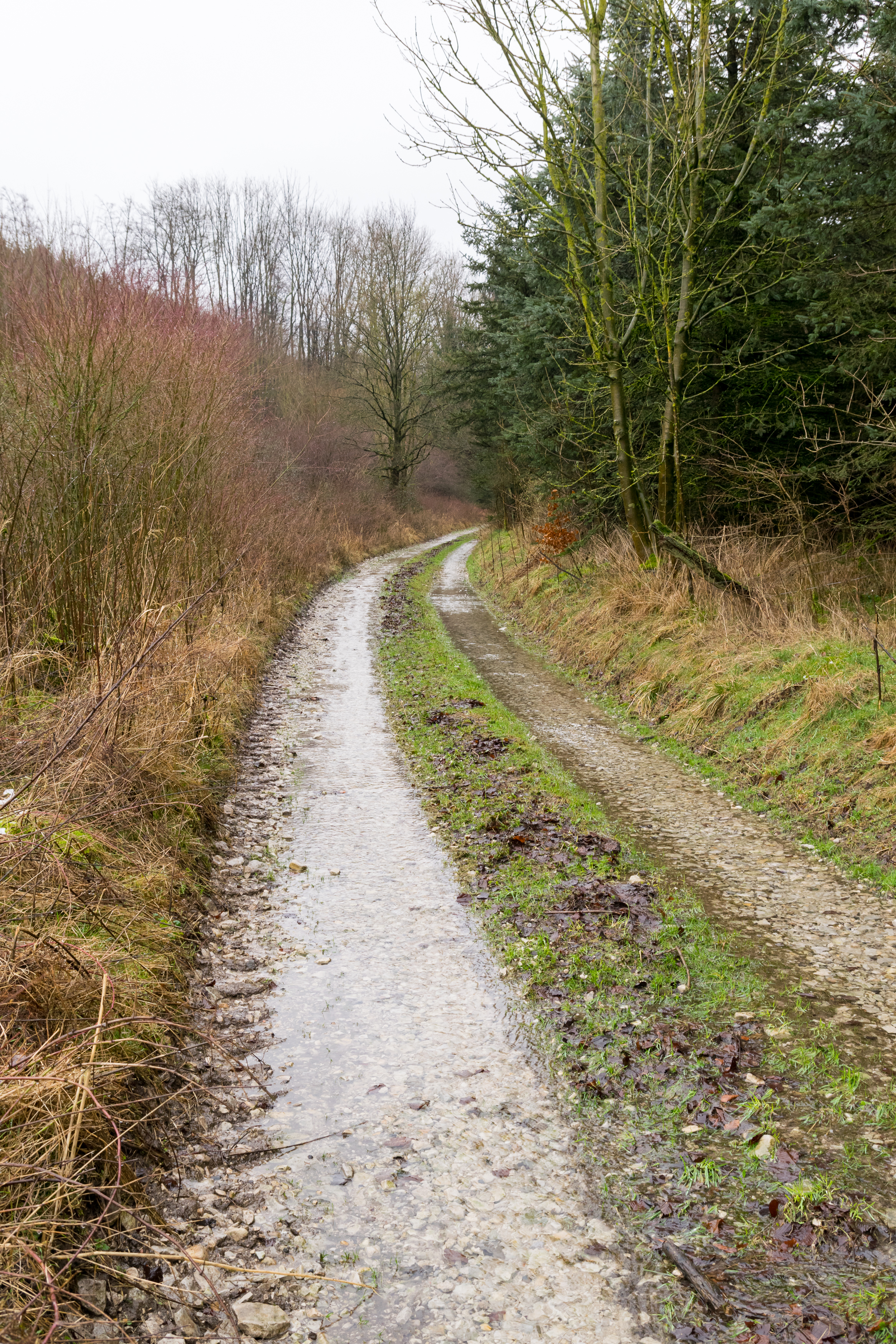

施泰因貝克河（德語：Steinbeke），是德國的河流，位於該國西部，處於北萊茵-威斯特法倫州，屬於利珀河的左支流，河道全長10.5公里，流域面積25.4平方公里。